# Världsmästerskapen i bågskytte 2001
Världsmästerskapen i bågskytte 2001 arrangerades i Peking i Kina mellan 16 och 23 september 2001.

## Medaljsummering

### Recurve
| Event                          | Guld                                               | Silver                                                 | Brons                                              |
| Herrarnas individuella tävling | Yeon Jung-Ki (KOR)                                 | Lionel Torres (FRA)                                    | Park Kyung-Mo (KOR)                                |
| Damernas individuella tävling  | Park Sung-Hyun (KOR)                               | Kim Kyung-Wook (KOR)                                   | Kateryna Palecha (UKR)                             |
| Herrarnas lag                  | Sydkorea Yeon Jung-Ki Lee Chang-Hwan Park Kyung-Mo | Italien Michele Frangilli Ilario di Buo Matteo Bisiani | Kina Chen Hongyuan Sun Jian Yang Bo                |
| Damernas lag                   | Kina Zhang Juanjuan He Ying Yang Jianping          | Italien Natalia Valeeva Irene Franchini Roberta Allodi | Sydkorea Choi Nam-Ok Park Sung-Hyun Kim Kyung-Wook |

### Compound
| Event                          | Guld                                                  | Silver                                                         | Brons                                                    |
| Herrarnas individuella tävling | Dejan Sitar (SLO)                                     | Morgan Lundin (SWE)                                            | Morten Boe (NOR)                                         |
| Damernas individuella tävling  | Ulrika Sjöwall (SWE)                                  | Bettina Thiele (GER)                                           | Sirkka Sokka-Matikainen (FIN)                            |
| Herrarnas lag                  | Norge Morten Boe Sigmund Johansen Kolbjoern Flaa      | Tyskland Robert Hesse Stefan Griem Rainer Voss                 | Storbritannien Chris White Michael Peart Jonathan Mynott |
| Damernas lag                   | Frankrike Maggy Masson Catherine Pellen Valerie Fabre | Italien Stefania Montagnoni Assunta Atorino Francesca Peracino | Nederländerna Irma Luyting Marjon Pigney Olga Zandvliet  |

### Medaljtabell
| Pl. | Nation         | Guld | Silver | Brons | Totalt |
| --- | -------------- | ---- | ------ | ----- | ------ |
| 1   | Sydkorea       | 3    | 1      | 1     | 5      |
| 2   | Frankrike      | 1    | 1      | -     | 2      |
| 2   | Sverige        | 1    | 1      | -     | 2      |
| 4   | Kina           | 1    | -      | 1     | 2      |
| 4   | Norge          | 1    | -      | 1     | 2      |
| 6   | Slovenien      | 1    | -      | -     | 1      |
| 7   | Italien        | -    | 3      | -     | 3      |
| 8   | Tyskland       | -    | 2      | -     | 2      |
| 9   | Finland        | -    | -      | 1     | 1      |
| 9   | Storbritannien | -    | -      | 1     | 1      |
| 9   | Nederländerna  | -    | -      | 1     | 1      |
| 9   | Ukraina        | -    | -      | 1     | 1      |